# 누레딘 나이베트
누레딘 나이베트(아랍어:  نور الدين نيبت, Noureddine Naybet, 1970년 2월 10일 ~ )는 모로코의 은퇴한 축구 선수이다. 선수 시절 포지션은 센터 백이었다.
그는 스페인의 축구 구단 데포르티보 라코루냐에서 1996년부터 2004년까지 활약했던 선수로 유명하며, 프리미어리그의 토트넘 홋스퍼에서도 활약한 바 있다.
그는 1990년 튀니지와의 친선 경기에서 데뷔한 이후 모로코 축구 국가대표팀 소속으로 115번의 A매치 경기를 치뤘으며, 두번의 FIFA 월드컵(1994, 1998)에 출전한 바 있다.

## 같이 보기
- A매치 100경기 이상 출전한 축구 선수 명단